# Insel der Schwäne
Insel der Schwäne ist ein Jugendroman des Schriftstellers Benno Pludra. Er ist für Leser ab 13 Jahren empfohlen. Insel der Schwäne erschien erstmals 1980 im Kinderbuchverlag Berlin und wurde dort bis 1989 sechsmal aufgelegt. 1984 folgten eine russische und eine tschechische Ausgabe. Dazu brachte der Verlag Volk und Wissen 1985 eine Schulausgabe heraus. 1987 gab es eine Lizenzausgabe in der BRD. Der Roman ist in 22 Kapitel unterteilt, es erzählt ein personaler Erzähler. 1983 wurde der Roman von der DEFA verfilmt (siehe Insel der Schwäne (Film)).
Der Roman weist inhaltlich eine starke Ähnlichkeit zum 1971 erschienenen Roman Den Wolken ein Stück näher von Günter Görlich auf, steht diesem jedoch in seiner vergleichsweise kritischen Auseinandersetzung mit dem Thema und den aus den Problemen und Erfahrungen der Protagonisten gezogenen Konsequenzen konträr gegenüber.

## Inhalt
Der 12-jährige Schüler Stefan zieht mit seiner Mutter und seiner Schwester aus einem abgelegenen Dorf an der Alten Oder, wo sie bei der Oma wohnten, nach Berlin in ein Wohnhochhaus auf der Fischerinsel, wo der Vater auf einer Wohnungsgroßbaustelle arbeitet.
Stefan findet zwar in dem zurückhaltenden und ängstlichen Hubert einen neuen Freund, sehnt sich jedoch ständig nach seinem alten Freund Tasso und seiner Oma. In der Schule lernt er Rita und Anja kennen. Rita, die sich in Stefan verliebt, ist eifersüchtig, da dieser sie wenig beachtet und sich stattdessen Anja annähert. Viel mehr muss er sich jedoch im Verlauf der Handlung um Hubert kümmern, der nach einer Auseinandersetzung mit einem mehrere Jahre älteren Jungen bedroht und erpresst wird.
Der Plan, einen Spielplatz zwischen den neugebauten Wohnhochhäusern zu errichten, weckt das Interesse der Kinder. Zusammen mit Harald, einem jungen Arbeiter auf der Baustelle, und der Pionierleiterin Larissa entwickeln sie Ideen für einen zukünftigen Spielplatz und beginnen, an deren Umsetzung zu arbeiten. Das Vorhaben, damit einen standardisierten Spielplatz zu verhindern, scheitert an den Planungen der zuständigen Erwachsenen, zu denen auch Stefans Vater gehört. Dieser erfährt eine Wandlung vom anfangs verständnisvollen Vater zum „heillosen Technokrat[en] und Opportunist[en]“.
Stefan überwirft sich in der Folge mit seinem Vater und flieht von zu Hause. Er beschließt, sich zu seiner Oma durchzuschlagen, und trampt bis in sein Heimatdorf. Als er dort ankommt, ist bereits Nacht. Um niemanden zu wecken, steigt er heimlich in das Haus eines alten Bekannten und schläft dort ein. Seine Gedanken sind bei Hubert und bei Anja. Das Ende bleibt offen.

## Analysen
„Pludra erzählt einmal mehr in der dritten Person. Seine Lakonizität, die Vorliebe für kurze, oft elliptische Sätze, die szenische Erzählweise und das in diesem Roman streng durchgehaltene Präsens vermitteln den Eindruck von Authentizität. Die Intensität des erzählten Augenblicks wird nicht durch sprachliche Relativierungen abgemildert. Dieser Erzählgestus des Hier und Jetzt bestimmt die Atmosphäre des Romans und entspricht der Haltung, die dem Protagonisten zugeschrieben wird: seiner beharrlichen Weigerung, kindliche Glücksansprüche im Interesse einer ungewissen und im Übrigen auch wenig attraktiv scheinenden Zukunft aufzugeben. Der Junge lehnt es ab, nach väterlichem Muster erwachsen zu werden. Die Erzählung endet – infolge einer katastrophalen Zuspitzung des Streits um den Spielplatz – mit seiner Flucht in die einstige ‚Kinderheimat‘.“

„Die Problematik dieses interessanten und innovativen Kinderromans besteht darin, dass Pludra einerseits die Verflechtung familiärer Beziehungen mit größeren gesellschaftlichen Räumen zunächst sehr genau erzählt, andererseits aber diese Zusammenhänge reduziert, indem er den Konflikt des Jungen am Ende auf eine Vater-Sohn-Kontroverse festschreibt. Der Vater gerinnt allmählich zu einer Inkarnation aller Erscheinungen von Engstirnigkeit und Gedankenlosigkeit im Beurteilen kindlicher Entfaltungsmöglichkeiten. Damit verlieren die gesellschaftlichen Konturen der poetischen Welt an Schärfe. Dieses Resultat steht im Gegensatz zu anderen Strukturelementen des Kinderromans, die eindeutig markieren, dass Pludra auf gesellschaftliche Hemmnisse für die Persönlichkeitsentwicklung junger Menschen verweisen wollte.“

## Verfilmung
- Insel der Schwäne (DDR, 1983), Regie: Herrmann Zschoche, Drehbuch: Ulrich Plenzdorf, mit Axel Bunke, Sven Martinek u. a.